# Meine Seele soll Gott loben
Meine Seele soll Gott loben, (Mon âme doit louer Dieu) (BWV 223), est une cantate de Johann Sebastian Bach composée à Mühlhausen en 1707-1708 pour une occasion inconnue. Philipp Spitta indique l'avoir découverte en 1868 dans la maison du kantor de Langula. 
L'auteur du texte est inconnu et la musique et le texte sont perdus à l'exception de quatre mesures du thème de la fugue de fin qui sont données par Spitta,. Selon Spitta la cantate comprend un aria pour soprano et basse,.
Cette cantate a aussi été attribuée à Johann Ernst Bach I (en) ou à George Frideric Handel.